# Schindler Group
Schindler Group är ett ursprungligen schweiziskt, numer internationellt företag, som grundades 1874. Idag är verksamheten uppdelad på två huvudverksamheter: hissar och rulltrappor samt IT. Företaget har cirka 69 000 anställda.
I Sverige etablerade sig Schindler på 1980-talet, men har under 1990-talet hetat Deve-Schindler, eftersom de har köpt upp den svenska hydraul- och mekanhisstillverkaren DEVE 1990